# Rumija (bergstopp)
Rumija är en bergstopp i Montenegro. Den ligger i den södra delen av landet. Toppen på Rumija är 1 594 meter över havet.ref name = "gn3317776"/> Rumija ingår i bergstrakten Rumija.
Terrängen runt Rumija är varierad. Rumija är den högsta punkten i trakten. Omgivningarna runt Rumija är en mosaik av jordbruksmark och naturlig växtlighet.